# Bavianen
De bavianen (Papio) vormen een geslacht van apen binnen de familie Cercopithecidae. Hun verspreidingsgebied is het zuidelijke Arabisch Schiereiland en Afrika ten zuiden van de Sahara. Het zijn op de mensapen na de grootste apensoorten. Er worden over het algemeen vijf verschillende soorten onderscheiden. De nauwste verwanten van de bavianen zijn de mangabeys van het geslacht Lophocebus.

## Kenmerken
Bavianen zijn grote grondbewonende apen. Hun ogen liggen diep in het gezicht onder erg zware wenkbrauwen. De dieren hebben meestal een grijzig bruine vacht en een lange snuit met grote hoektanden. De staart is niet lang. Vaak vertonen ze opgezwollen achtersten. Volwassen mannetjes zijn groter en hebben langere snuiten dan vrouwtjes. Het zijn bodemdieren, die op handpalm en voetzool lopen. De lichaamslengte varieert van 50 tot 110 cm, de staartlengte van slechts 5 tot ruim 70 cm.

## Leefwijze
Bavianen zijn omnivoren. Ze eten vrijwel alles, voornamelijk plantaardig voedsel zoals gras, bollen en knollen, alsook riet, bladeren, vruchten, zaden, peulen en acaciahars en -schors. Als dierlijk voedsel, nemen ze sprinkhanen, slakken, schorpioenen, honingraten, hagedissen, eieren, vissen en kikkers. Soms jagen ze op vogels en middelgrote zoogdieren, van jonge apen, galago's en hazen tot jonge antilopen.
Bavianen hebben veel vijanden. De belangrijkste is de luipaard, maar ook andere roofdieren, zoals leeuw, gevlekte hyena, jachtluipaard, Afrikaanse wilde hond, roofvogels en zadeljakhals, en zelfs chimpansees en pythons grijpen weleens een baviaan. Bij gevaar waarschuwt een groepslid de andere dieren met een krijs, waarna deze luid schreeuwend alle kanten op rennen.
Bavianen leven soms in gemengde groepen samen met antilopen zoals impala en Grants gazelle en met groene meerkatten. Alhoewel beide soorten elkaar waarschuwen bij gevaar, kan een baviaan zich weleens vergrijpen aan een jong van de andere soort.

## Sociaal gedrag
Bavianen trekken rond in groepen van 10 tot 200 exemplaren, meestal bestaande uit enkele dominante mannetjes, vrouwtjes met hun jongen en onvolwassen dieren. De mannetjes leven in een hiërarchie. De grootste, sterkste en agressiefste is dominant. De meest dominante mannetjes hebben het recht op paring, het beste voedsel en de beste slaapplaats. Meestal zijn dreigingen (grommen, schijnaanvallen) genoeg om minder dominante dieren op hun plaats te wijzen. Soms dagen lager geplaatste mannetjes een dominante baviaan uit tot een gevecht. Bij deze gevechten kunnen gewonden en zelfs doden vallen. Dominante mannetjes houden zich enkel bezig met bronstige vrouwtjes, andere vrouwtjes negeren ze. Door middel van vlooien halen dieren de banden aan binnen de groep.

## Voortplanting en ontwikkeling
Vrouwtjes krijgen per worp één jong, dat ze gedurende enkele dagen bij zich dragen. Na een week of twee gaat het op onderzoek uit, maar blijft in de buurt van de moeder, die de telg nauwlettend in de gaten houdt. Na drie maanden verzwakt de aandacht van de moeder en gaat het jong vaker op eigen ontdekkingstochten. De twee trekken alleen nog met elkaar op bij groot gevaar. Na een jaar houdt het jong zich meer bezig met zijn leeftijdsgenootjes. Vrouwtjes blijven hun hele leven bij de groep, mannetjes vertrekken zodra ze volwassen zijn geworden.

## Leefgebied
Bavianen leven voornamelijk in beboste savannes en steppen. Eigenlijk kunnen ze overal overleven, zolang er maar een (tijdelijke) drinkplaats is en een plek om in te schuilen bij gevaar (bijvoorbeeld rotsen of bomen). Ze ontbreken in volledig open gebieden en in dichte bossen. Ze komen voor in bijna geheel Afrika ten zuiden van de Sahara, met uitzondering van de regenwouden in West- & Centraal-Afrika. De mantelbaviaan leeft ook in de halfwoestijnen van Jemen en het zuidoosten van Saoedi-Arabië, zoals in het Nationaal park Asir.

## Taxonomie
Over het algemeen worden er zes soorten onderscheiden. Sommige wetenschappers onderscheiden maar twee soorten, Papio hamadryas (de mantelbaviaan) en Papio papio of Papio cynocephalus (alle andere soorten). Anderen beschouwen alle bavianen als ondersoorten van Papio hamadryas.
- Geslacht: Papio (Bavianen)
  - Soort: Papio anubis – Groene baviaan
  - Soort: Papio cynocephalus – Gele baviaan
  - Soort: Papio hamadryas – Mantelbaviaan
  - Soort: Papio kindae
  - Soort: Papio papio – Bruine baviaan
  -  Soort: Papio ursinus – Beerbaviaan

Nauwe verwanten van de bavianen zijn onder andere de gelada (Theropithecus gelada) en de mandrils (Mandrillus).